# Сидни (Нова Скотия)
Вижте пояснителната страница за други значения на Сидни.
Сидни (на английски: Sydney) е град в провинция Нова Скотия, югоизточна Канада. Населението му е около 31 600 души (2011).
Разположен е на брега на дълбок залив в североизточния край на остров Кейп Бретон, на 310 километра североизточно от Халифакс. Селището е основано през 1785 година и носи името на тогавашния британски вътрешен министър лорд Сидни, като първоначалните заселници са англичани, бивши британски войници от Американската война за независимост и бежанци от Ню Йорк. В началото на XX век в града е изграден един от най-големите стоманодобивни заводи в света.

## Известни личности
Родени в Сидни
- Артър Макдоналд (р. 1943), астрофизик